# هواة الغناء (فلم 2016)
هواة الغناء (بالإنجليزية: Sing) أو غن هو فيلم رسوم متحركة موسيقي-كوميدي ثلاثي الأبعاد، أنتجته شركة إليمونيشن للترفيه. من إخراج وتأليف جاريث جينجس، وشاركه في الإخراج كريستوف لورديليت. أصوات نجوم الفيلم من أداء ماثيو ماكونهي وريس ويذرسبون وسكارليت جوهانسون وسيث ماكفارلن وجون ك. رايلي وتارون إيجرتون وتوري كيلي. تدور قصة الفيلم عن (باستر) الذي يحاول بث روح الأمل في المسرح ثانية وذلك من خلال تنظيم منافسة غنائية داخل المسرح.
يتضمن الفيلم أكثر من 60 أغنية كلاسيكية لعدد من مشاهير الفن، إضافة إلى إنه يتضمن الأغنية الأصلية لستيفي وندر وأريانا غراندي والتي تدعى «إيمان». صدر الفيلم في 21 ديسمبر 2016 من قبل يونيفرسال ستوديوز، وحقق إيرادات قدرها 487 مليون دولار أمريكي في جميع أنحاء العالم. تم الإعلان عن تكملة للفيلم ستصدر في رأس السنة الميلادية 2020.

## ملخص القصة
يمتلك الكوالا (باستر موون) مسرحًا يمر معه بأوقات عصيبة وأزمة مالية كبيرة قد تهدد بإغلاقه، لكنه عازم على إعادة الحياة لمسرحه مرة أخرى بأية طريقة، وتصير أمامه فرصة أخيرة، وهي أن يتجه لتنظيم مسابقة غنائية كبيرة داخل المسرح لجذب أنظار واهتمام الجمهور بالمسرح من جديد. 

## طاقم العمل
- ماثيو ماكونهي (النسخة العربية: عدي رعد) بدور «بوستر مون»، وهو كوالا متفائل يخطط لإنقاذ مسرحه من الإغلاق عن طريق إقامة مسابقة للغناء.[3][7]
- ريس ويذرسبون (النسخة العربية: ماريا أسود) بدور «روزيتا»، هي خنزير تخلت عن إحلامها الموسيقية في سن المراهقة لكي تصبح زوجة لـ«نورمان»، وأم لـ25 خنزير.[7]
- سيث ماكفارلن (النسخة العربية: حسن مهدي) بدور«مايك»، هو فأر أبيض مغني صغير لديه موهبة في غناء موسيقى سوينغ الجاز، يكسب المال من خلال العمل كموسيقي شوراع.[7]
- سكارليت جوهانسون (النسخة العربية: رانيا حمدني) بدور «آش»، هي نيص مراهقة ومغنية بانك روك، والتي تشارك في مجموعة مسويقى الروك-البديل مع صديقها «لانس».[1][7]
- جون ك. رايلي (النسخة العربية: إبراهيم ماضي) بدور «إيدي نودلمان»، هو خروف وشريك بوستر الثري، الذي يشك مستقبل المسرح.[7][8]
- توري كيلي (النسخة العربية: كلودين صقيري) بدور «مينا»، هي فيل سن المراهقة لديها صوت رائع ورهبة شديد من المسرح.[7]
- تارون إيجرتون (النسخة العربية: عماد فغالي) بدور «جوني»، هو غوريلا من لندن يريد أن يغني، على الرغم من إن والده يريد منه أن يتبع خطاه الاجرامية.[7]
- نيك كرول بدور (النسخة العربية: رودي قليعاني) «جونتر»،[9] أخ «روزيتا» المتفائل، وشريكها في الرقص والغناء.[10]
- جاريث جينج بدور «السيد كرولي»، هو إغوانة عجوز مع عين زجاجية، وهو مساعد بوستر، كما إنه يوفر دروس في البيانو لـ«جوني».[1]
- نيك أوفرمان[10] بدور «نورمان»، هو ختزير وزوج «روزيتا» المخلص.
- بيتر سيرافينوفيتش (السخة العربية: خالد السيد)[بحاجة لمصدر] بدور «ماركوس» الأب الكبير، هو زعيم عصابة وأب «جوني» الذي يريد منه أن يتبع خطاه الإجرامية.[1]
- بيك بينيت بدور «لانس»، هو نيص وصديق «آش».[1]
- جينيفر سوندرز بدور «السيد نانا نودلمان»، هي خروف وجدة «إيدي» التي كانت تغني في أيام مجدها.[10][11]
- جنيفر هدسون[1] بدور «نانا نودلمان الشابة».
- ريا بيرلمان بدور «جوديت»،[1][12] هي لاما بنية تعمل في البنك، والتي تحذر «بوستر» بإن مسرحه سوف تتم استعادة ملكيته إذا لم يسدد المال.
- ليزلي جونز بدور «أم مينا».
- جاي فارو بدور «جد مينا»،[10] الذي يضغط عليها لكي تتغلب على رهبة المسرح.
- لارين نيومان بدور «جدة مينا».
- بيل فارمر بدور «مراسل أخبار»، وهو كلب يوثق مسابقة بوستر الغنائية.
- براد موريس بدور قرد البابون الذي هاجمه مايك لعدم تبرعه بالمزيد من المال لأداءه في الشارع.
- آدم باكستون بدور «ستان».

أصوات الخنازير الصغيرة أبناء روزيتا ونورمان تم تنفيذها من قبل أطفال المخرج غارث جينجس «أوسكار جينجس، ليو جينجس، كاسبار جينجس، وآسا جينجس»
كما إن المخرجين ويس أندرسون وكريس ريناود وإدغار رايت قاموا بأداء عدداً من الأصوات الإضافية خلال الفيلم.

## الإنتاج
في يناير 2014، أُعلن أن غارث جينجس على انه سيكتب ويخرج فيلم رسوم متحركة كوميدي ليونيفرسال ستوديوز وإليمونيشن للترفيه، عن «الشجاعة والمنافسة والموسيقى»، كان الاسم الأصلي للفيلم «الغداء» (Lunch)، لكن تم تغيير إسمه لاحقاً إلى «هواة الغناء» (Sing).

في 14 يناير 2015، أعُلن عن إن ماثيو ماكونهي سيؤدي صوت الدور الرئيسي في الفيلم. وإن إنتاج الفيلم سيكون من قِبل كريس مليدندري وجانيت هيلي. في 17 يونيو 2015، تم التأكيد على إن ماثيو ماكونهي سيؤدي صوت شخصية إسمها «بوستر» وإن جون ك. رايلي سيؤدي صوت «إيدي» وهو خروف أسود، صديق «بوستر» المقرب. في نوفمبر 2015، تم الإعلان عن إن ريس ويذرسبون وسيث ماكفارلن وسكارليت جوهانسون وتوري كيلي وتارون إيجرتون سينضمون إلى طاقم عمل الفيلم.

## موسيقى تصويرية
تم إطلاق ألبوم الموسيقى التصويرية للفيلم في 21 ديسمبر 2016. الفيلم يضم 65 أغنية بوب، بلغت تكلفة شراء حقوق الأغاني 15% من ميزانية الفيلم البالغة 75 مليون دولار أمريكي.

## الصدور
عرض الفيلم لأول مرة في 11 سبتمبر عام 2016 في مهرجان تورونتو السينمائي الدولي. وقد صدر الفيلم في دور العرض من قبل يونيفرسال ستوديوز بتاريخ 21 ديسمبر عام 2016.

### شباك التذاكر
اعتباراً من 5 فبراير 2017، فإن فيلم «غَن» قد حقق إيرادات قدرها 262.9 مليون دولار أمريكي في الولايات المتحدة وكندا و224.9 مليون دولار أمريكي في مناطق أخرى، ليصبح مجموع الإيرادات في جميع أنحاء العالم 487.7 مليون دولار أمريكي، مقابل ميزانية قدرها 75 مليون دولار أمريكي.

### الإستقبال النقدي
تلقى الفيلم نسبة تأييد 73% من المراجعات على موقع الطماطم الفاسدة بنائاً على 146 مراجعة نقدية، مع متوسط تقييم 10/6.5. على ميتاكريتيك حصل الفيلم على متوسط تقييم 100/60 بناءً على 34 مراجعة، مشيرا إلى ردود فعل متباينة أو متوسطة.

### الجوائز والترشيحات
| قائمة الجوائز والترشيحات              | قائمة الجوائز والترشيحات | قائمة الجوائز والترشيحات                                         | قائمة الجوائز والترشيحات                                        | قائمة الجوائز والترشيحات | قائمة الجوائز والترشيحات |
| الجائزة                               | تاريخ الحفل              | الفئة                                                            | المترشح                                                         | النتيحة                  | مراجع                    |
| ------------------------------------- | ------------------------ | ---------------------------------------------------------------- | --------------------------------------------------------------- | ------------------------ | ------------------------ |
| جوائز الرابطة السنوية لأفلام البالغين | 6 فبراير 2017            | أفضل فيلم لالبالغون الذين يرفضون أن يكبروا                       | هواة الغناء                                                     | رُشِّح                      | [ 22 ]                   |
| جائزة آني                             | 4 فبراير 2017            | Outstanding Achievement, Music in an Animated Feature Production | جوبي تالبوت                                                     | في الانتظار              | [ 23 ]                   |
| جوائز الجولدن جلوب                    | 8 يناير 2017             | أفضل فليم رسوم متحركة                                            | هواة الغناء                                                     | رُشِّح                      | [ 24 ]                   |
| جوائز الجولدن جلوب                    | 8 يناير 2017             | أفضل أغنية أصلية                                                 | أغنية "إيمان"، ريان تيدير وستيفي وندر وفرانسيس فيرويل ستارلايت. | رُشِّح                      | [ 24 ]                   |
| جائزة هوليوود للموسيقى السينمائية     | 17 نوفمبر 2017           | أفضل أغنية - فيلم رسوم متحركة                                    | أغنية "إيمان"، ريان تيدير وستيفي وندر وفرانسيس فيرويل ستارلايت. | رُشِّح                      | [ 25 ] [ 26 ]            |
| جائزة هوليوود للموسيقى السينمائية     | 17 نوفمبر 2017           | أفضل ألبوم موسيقى تصويرية                                        | سينج: أورجينال موشن بكتشر ساوندتراك                             | رُشِّح                      | [ 25 ] [ 26 ]            |
| جائزة هوليوود للموسيقى السينمائية     | 17 نوفمبر 2017           | الإشراف الموسيقى المتميز - فيلم                                  | جوجو فيلانويفا                                                  | فوز                      | [ 25 ] [ 26 ]            |

## روابط خارجية
- مقالات تستعمل روابط فنية بلا صلة مع ويكي بيانات